# Gorbunovia
Gorbunovia är ett släkte av ringmaskar som beskrevs av Annenkova 1952. Gorbunovia ingår i familjen Sabellariidae.
Släktet innehåller bara arten Gorbunovia malmgreni.